# Навагинский форт
Навагинский форт (рус. дореф. Навагинскій фортъ), ранее форт Александрия (рус. дореф. Александрія), бывшее небольшое укрепление, построенное в 1838 г. на восточном побережье Чёрного моря, у устья р. Соча и входившее в состав береговой укрепленной линии.

## Предыстория

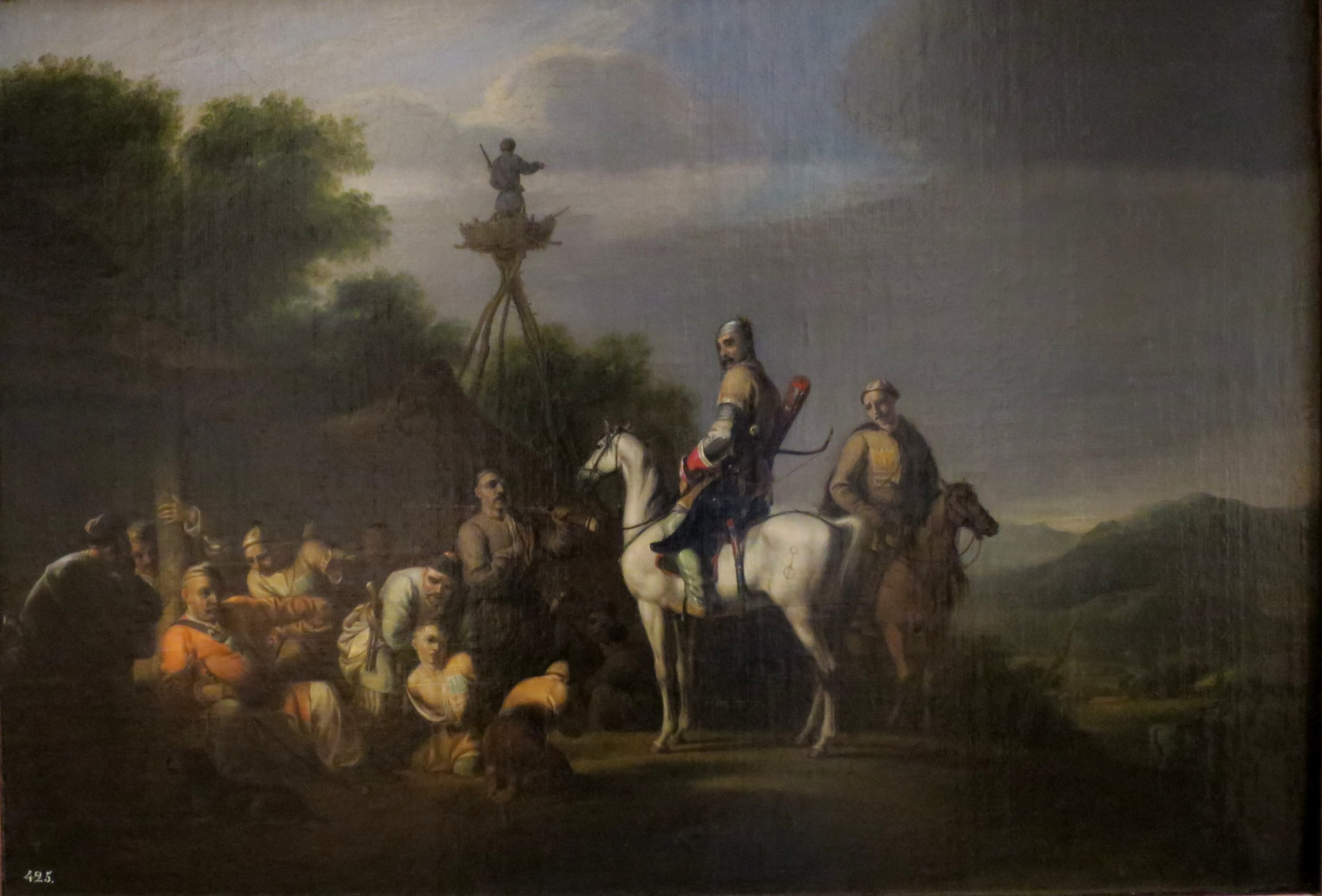
Черкесский князь, продающий двух мальчиков. Вильям Аллан, 1814 год.

2(14) сентября 1829 года в результате победы в Русско-турецкой войне был подписан Адрианопольский мирный договор, в соответствии с которым Черноморское побережье Кавказа от устья реки Кубань до пристани Святого Николая перешло к России. Для обеспечения безопасности морских границ Восточного Причерноморья, прекращения контрабанды, работорговли, пиратства, установки карантинных и таможенных постов, недопущения незаконных операций Турции с местным населением, правительством Российской империи было организовано крейсерирование данного участка побережья, а позже строительство Черноморской береговой линии, в которую после высадки морского десанта, занятия позиции и последующего строительства вошло укрепление Александрия, названное в честь императрицы Александры Федоровны Романовой, которое позже было переименовано в форт Навагинский, в честь 78-го Навагинского пехотного полка.

## Основание и строительство форта

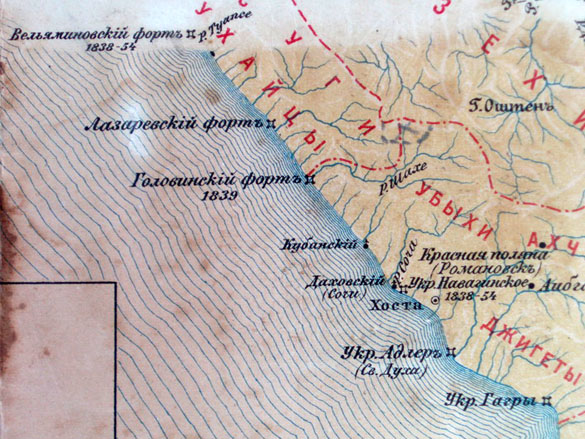
Карта укреплений в составе Черноморской береговой линии

С 1 по 18 апреля 1838 года была проведена операция по подготовке, высадке и закреплении десанта в устье реки Соча. 13 апреля, в 4 часа пополудни, первое отделение русских десантных войск, прибывших из Сухумской крепости на судах эскадры, усиленной линейными кораблями под командованием контр-адмирала Артюкова, высадилось в устье реки Соча-Пста и, преодолев сопротивление горцев, захватило прибрежный район. По обе стороны р. Соча располагалось село Сочипсы, в котором проживало около 450 семейств абазин, убыхов и турок.
На берег 13 апреля высадились: 3 батальона Эриванского карабинерского полка, 2 батальона Мингрельского егерского полка, 1 пионерская рота Кавказского сапёрного батальона и сводно-горная батарея. Так же в десанте была задействована милиция: Мингрельская, Гурийская и Имеритинская. Всего же общая численность десанта, по разным оценкам, составляла от 3 до 3,5 тыс. человек.
14 апреля укрепившиеся русские войска получили с кораблей орудия и до 16 апреля успешно отбивали атаки численно превосходящих объединённых сил горцев. Уже 21 апреля 1838 г. под руководством генерал-майора Андрея Михайловича Симборского был заложен форт Александрия.
О закладке форта Симборский в рапорте от 29 апреля докладывал Е. А. Головину:

Представляя Вашему Превосходительству план и профили вновь возводимого при устье реки Соча-Пста укрепления, имею честь почтительнейше просить о исходатайствовании Высочайшего соизволения назвать его фортом Александрия, по случаю того, что заложено оно 21-го текущего месяца, в Высокоторжественный день рождения Её Императорского Величества Государыни Императрицы.

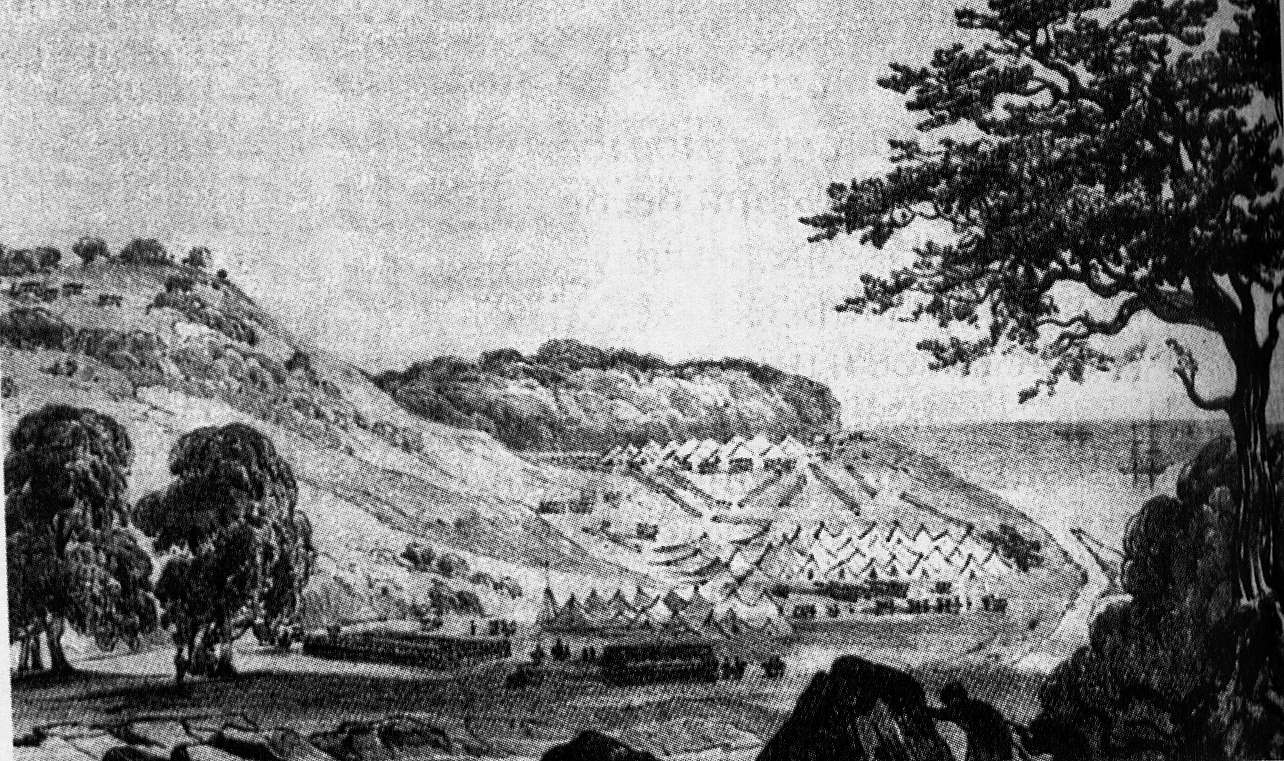
Лагерь русских войск после высадки десанта в устье реки Сочи. 13 апреля 1838 года.

К концу месяца численность гарнизона достигла почти 4 тыс. человек. Во время высадки 13 апреля потери русского десанта составили 31 человек убитых и 133 раненых, к 16 апреля общие потери достигли почти 200 человек. Императорским указом от 14 января 1839 года укрепление при реке Соча получило название «Форт Александрия».
С обеих сторон форт Александрия был отрезан от соседних фортов и мог существовать только благодаря выходу к морю. В конце июля 1838 года были закончены работы по оборудованию форта.
Размеры форта, составляли: по длине — около 256 м, по ширине — около 160 м. Строительством форта занимался Кавказский сапёрный батальон. Камень-ракушечник для возведения крепостных стен доставлялся морем из Керчи.
Со стороны к реке была построена каменная башня в 3 яруса, с отверстиями для бойницы в каждом, прочие стены были из кольев, хвороста, земли и деревянных брусьев. В этом укреплении был оставлен лишь незначительный отряд (до 400 человек), а остальные войска выведены.

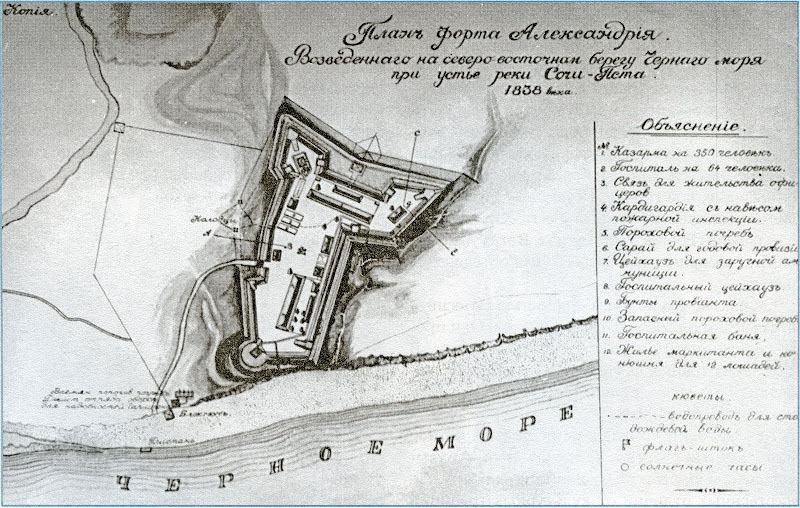
План Навагинского форта.

## Переименование, попытки штурма форта черкесами
18 мая 1839 года из-за сходства названия с другим укреплением форт Александрия был переименован в форт Навагинский в честь полка, отличившегося в Кавказской войне.
28 сентября 1839 года гарнизон форта подвергся штурму черкесов. Черкесы внезапно проникли в форт и овладели частью вала. Начальник форта, капитан Подгурский, и поручик Яковлев, встретившие неприятеля с частью гарнизона, были изрублены. Солдаты, штыковой атакой прогнали горцев за вал. К рассвету, после трёхчасового боя, укрепление было очищено от атакующих. 29 и 30 сентября горцы снова окружили форт. Лишь по прибытии подкрепления из форта Святого Духа (Адлер) они отступили. Подкреплением, прибывшим на лодках, командовал майор Посыпкин.О бое в Навагинском форте Посыпкин рапортовал: 

В 4 ½ часа пополуночи горцы в больших силах, пользуясь бурей, темнотой ночи и бугристой пересечённой местностью, подкрались с трёх сторон к глассису укрепления, имея с собой более 30 лестниц и длинные крючья или багры. Двое часовых, заметя их на глассисе, сделали выстрелы; по этому сигналу черкесы с криком и пальбой бросились на стены, влезая на них по лестницам и хватаясь за туры крючьями. Гарнизон успел стать под ружьё и кинуться к валу, прежде, чему укрепление было занято; но не зная настоящего пункта атаки, люди разделились, вероятно по всем фасам, и потому не могли удержать штурмующих. Между тем воинский начальник с резервом, собранных близ бастиона, прилегающему к Сочинскому фронту, где находится самый слабый пункт укрепления, а поручик Яковлев с другой командою, бросились навстречу неприятелю, ворвавшемуся уже в укрепление со стороны ворот. Оба эти храбрые офицеры были изрублены на месте, но люди от этого не остановились и, близ гауптвахты, встретили столь дружно в штыки главную толпу черкес, что мгновенно её опрокинули за вал, положив несколько их человек на месте. Прочие офицеры с людьми удерживали неприятеля на Константиновском фронте и сражались с прорвавшимися внутри укрепления, причём, все больные люди, числом до 80 человек, призываемые штаблекарем Тяжеловым и провиантским чиновником Татариновым, взялись также за ружьё и много способствовали удержанию на этом пункте неприятеля — который по прибытии главного резерва был и здесь опрокинут за крепостные стены. Укрепление было совершенно очищено от неприятеля уже на рассвете.

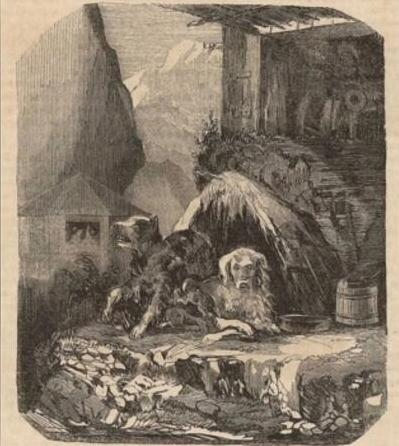
Навагинское укрепление, собаки.Дорогов А.М.1845 год.

28 сентября 1840 года, горцы обстреливали укрепление Навагинское из двух орудий, расположишись на ближайших высотах (современное название — гора Батарейка). Было произведено до 150 выстрелов ядрами, были повреждены казармы. Командовал обороной подполковник Посыпкин.
В 1842 году русские войска предприняли движение на юг и на север от Навагинского укрепления, что привело к стычкам с местным населением. В 1847 году черкесы вновь пытались захватить российский форт.

## Во время Крымской кампании, окончание Кавказской войны

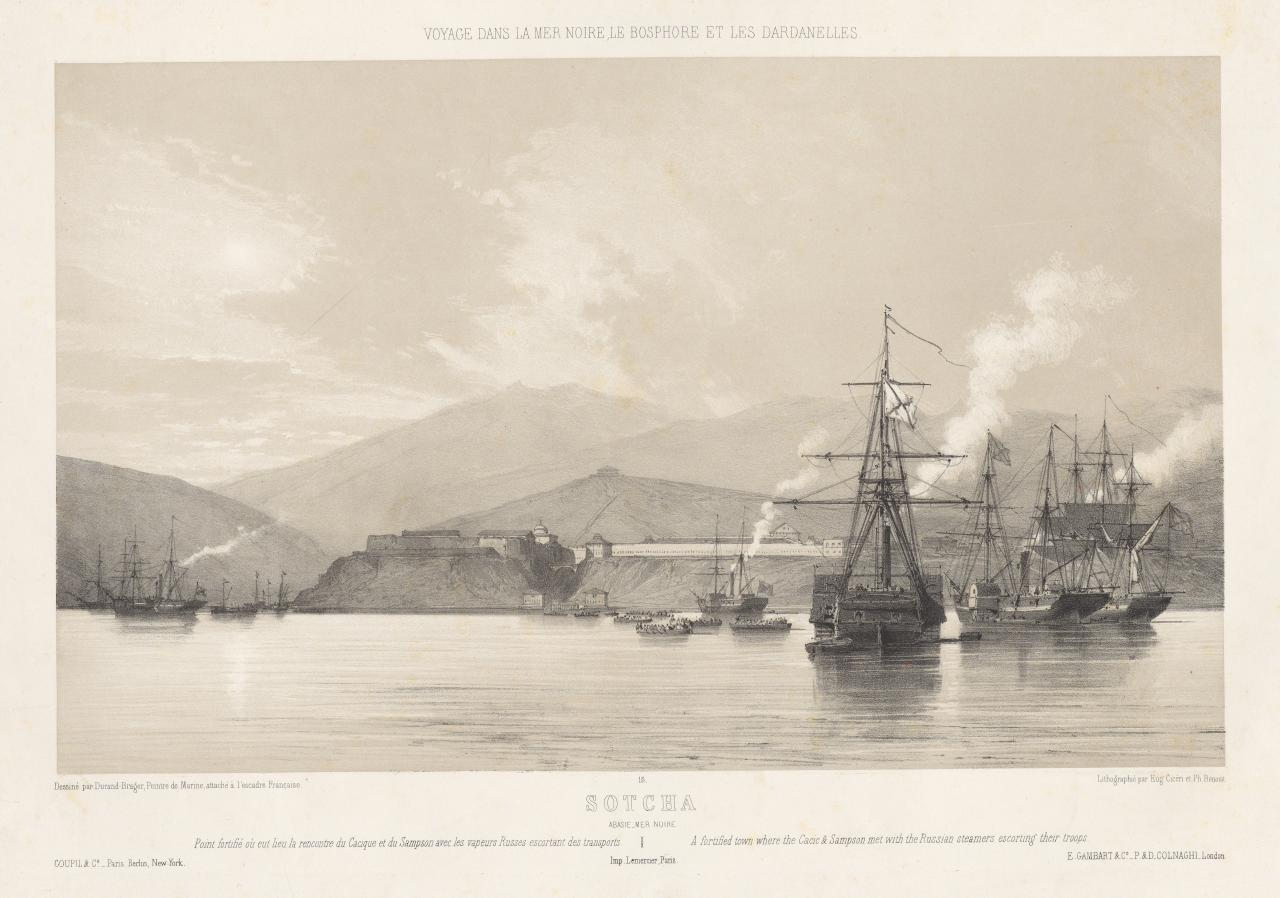
Эвакуация Навагинского форта. 1854 год

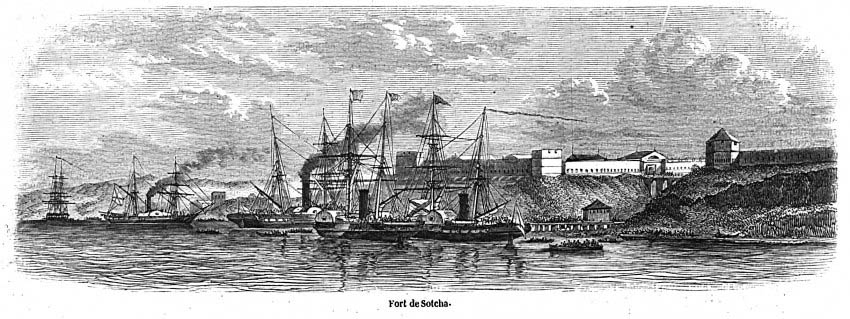
Навагинский форт. Дюран-Браже 1854 год.

В 1854 году ввиду событий Севастопольской кампании с форта Навагинского российские войска были сняты. Уходя гарнизон разрушил крепость. После возвращения в эти места российской армии в 1864 году произошла последняя битва с местным населением. Убыхи были разбиты. Новый пост Даховский построили в долине реки Сочи, а не на месте старой крепости. 3 апреля 1874 года пост Даховский получил 437 га на левом берегу реки Сочи и стал посадом. Позже на месте крепости возвели Собор Михаила Архангела и Сочинский маяк.

## Современное состояние
До наших дней сохранился лишь небольшой фрагмент северной стены форта. Стена является объектом культурного наследия регионального значения. Ее местонахождение в Центральном районе Сочи по улице Москвина №7, во дворе и доме бывшего купца Политиди, в котором ранее находилась городская поликлиника № 1. После реставрации прошедшей в 2016 году в этом доме была открыта тематическая арт-галерея Форт . 
Также сохранился в топонимике города ещё один интересный объект, как напоминание о тех исторических событиях — Эллинский спуск — широкая лестница от ворот крепости к пологой части посада. Недалеко от этого места находится храм Архангела Михаила и памятник 150 лет основания Сочи.
|                                                          |                                                          |                                                          |                                                 |                                                 |
| Остатки крепостной стены Навагинского укрепления - вид 1 | Остатки крепостной стены Навагинского укрепления - вид 2 | Остатки крепостной стены Навагинского укрепления - вид 3 | Арт-галерея ФОРТ. Здание купца Политиди - вид 1 | Арт-галерея ФОРТ. Здание купца Политиди - вид 2 |